# John Dirks
John Dirks (2 novembre 1917 – Mystic, 26 gennaio 2010) è stato un fumettista e scultore statunitense.
Figlio del pioniere del fumetto americano Rudolph Dirks ha combattuto nella seconda guerra mondiale raggiungendo il grado di capitano. A partire dal 1955 comincia ad affiancare suo padre nella realizzazione della striscia a fumetti The Captain and the Kids. Dopo la morte del padre, nel 1968, continuerà a portare avanti la serie da solo fino al 1978.
Dirks fu anche uno scultore.

## Riconoscimenti
- Premio Yellow Kid al Salone Internazionale dei Comics (1997)